# Eptatretus aceroi
Eptatretus aceroi is een kaakloze vissensoort uit de familie van de slijmprikken (Myxinidae). De wetenschappelijke naam van de soort is voor het eerst geldig gepubliceerd in 2014 door Polanco Fernandez en Fernholm.